# Kamil Stuchlík

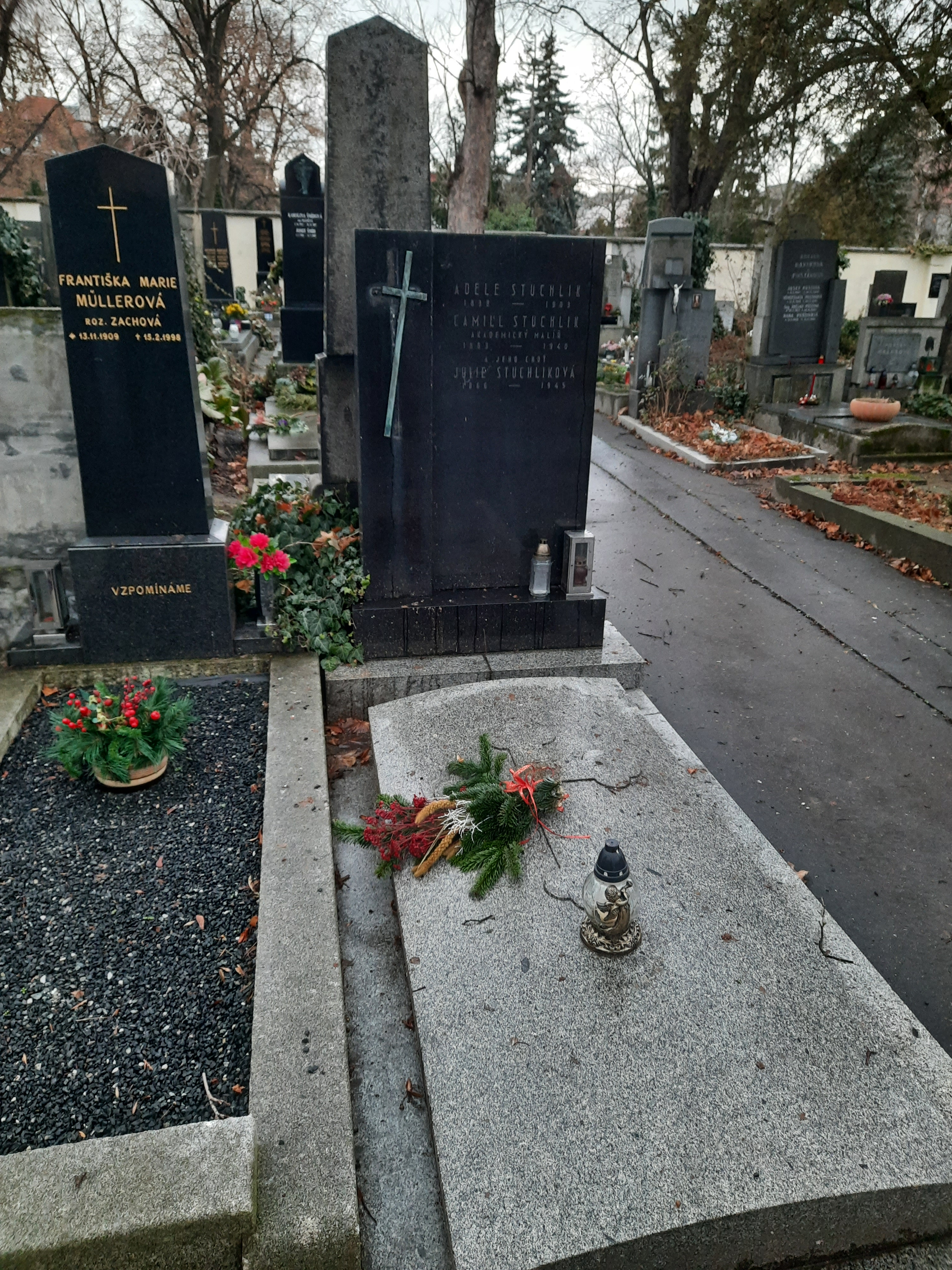
Hrob Kamila Stuchlíka, Bubenečský hřbitov

Kamil Stuchlík, někdy též Camill (15. listopadu 1863 Děčín - 2. prosince 1940 Praha-Malá Strana), byl český akademický malíř a kreslíř.

## Život
Narodil se v Děčíně v rodině stavebního inženýra ve službách hrabat z Thunu Filipa Franze Stuchlika a jeho ženy Adelaidy rozené Gröschel. Zprvu absolvoval v rodišti základní školu, následně 4. třídy reálky a poté od roku 1880 byl přijat ke studiu na pražské malířské akademii. Zde studoval zprvu v elementární škole (zimní a letní semestr 1880/1881), dále pak v tzv. antické škole (1881/1882 a 1882/1883) u profesorů Fr. Čermáka a A. Lhoty. V dalším studiu pokračoval v Mnichově, kde se školil v atelierech malířů Ludwika Löfftze, kde nabyl technické jistoty a později u Waltra Firleho a C. Mayera. Zpočátku se zabýval zejména technikou pastelu, později i malbě portrétů, zátiší a rovněž i perokresbě. Jeho perokresby, znázorňující postavy dívek v krojích a pohledy do místností, byly často reprodukovány ve Světozoru a Zlaté Praze.
Kamil Stuchlík byl spolužákem L. Marolda, A. Muchy, Em. Dítěte ml. a Jindřicha Kopfsteina Vyučoval kresbu podle modelu na Reálném gymnáziu v Křemencově ulici, kde k jeho žákům patřil Adolf Hoffmeister a někteří další zakladatelé Uměleckého svazu Devětsil.
Pobýval na Malé Straně, kde také zemřel v prosinci roku 1940. Pohřben byl na Bubenečském hřbitově.

## Galerie

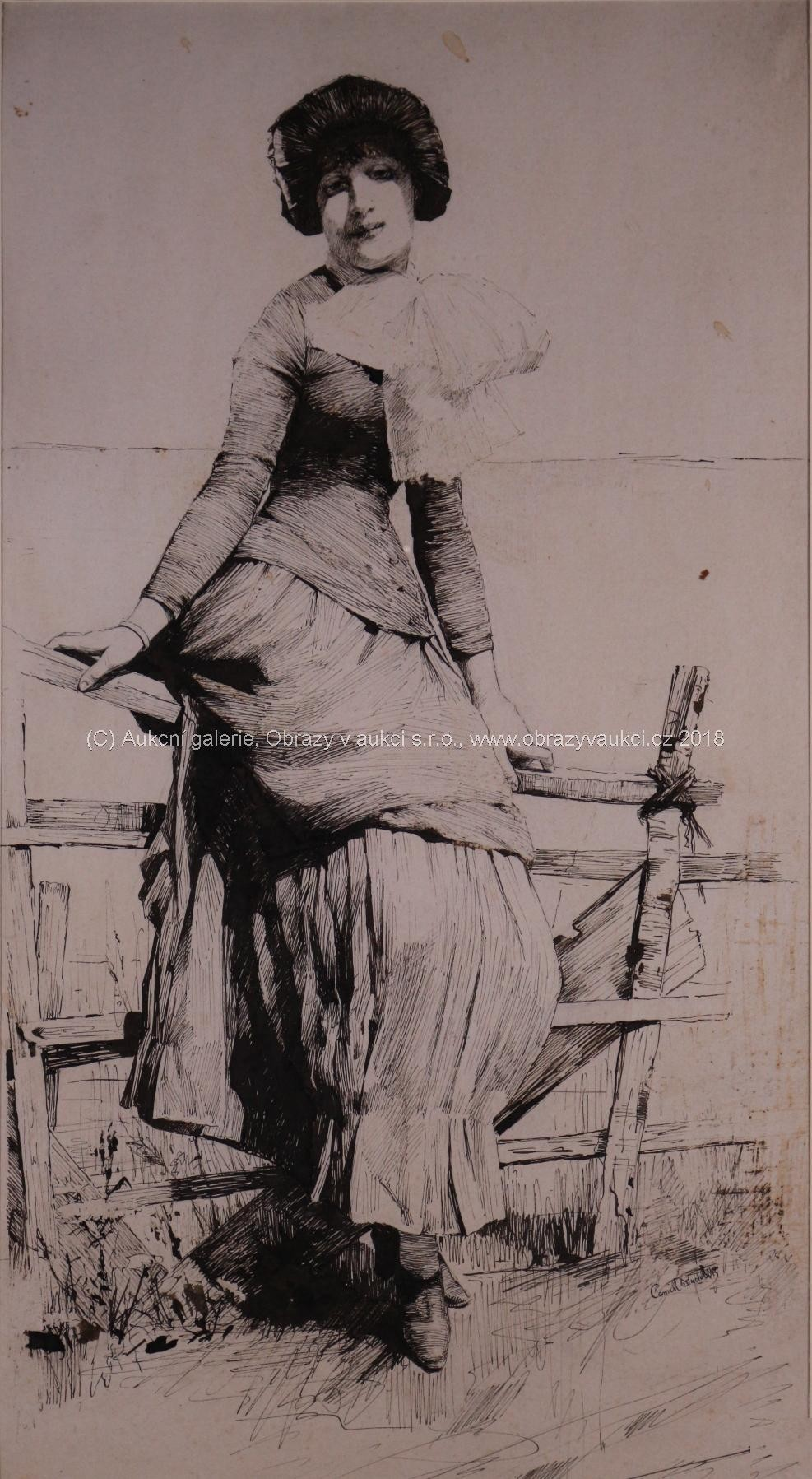
Sedící dívka na plotě, kresba tuší na kartonu (1890)
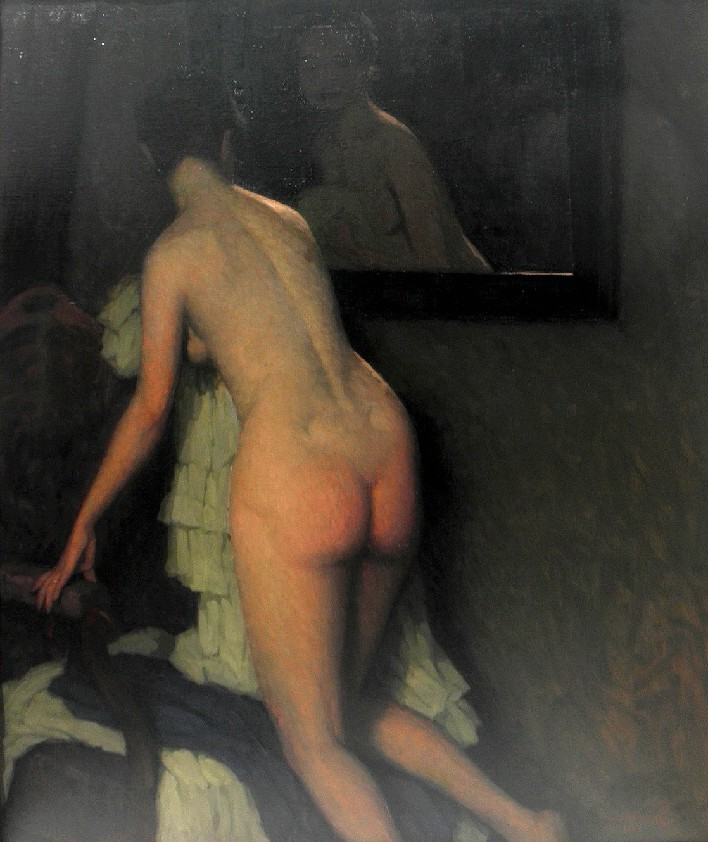
Kamil Stuchlík - Akt ženy u zrcadla - Toaleta (1934)
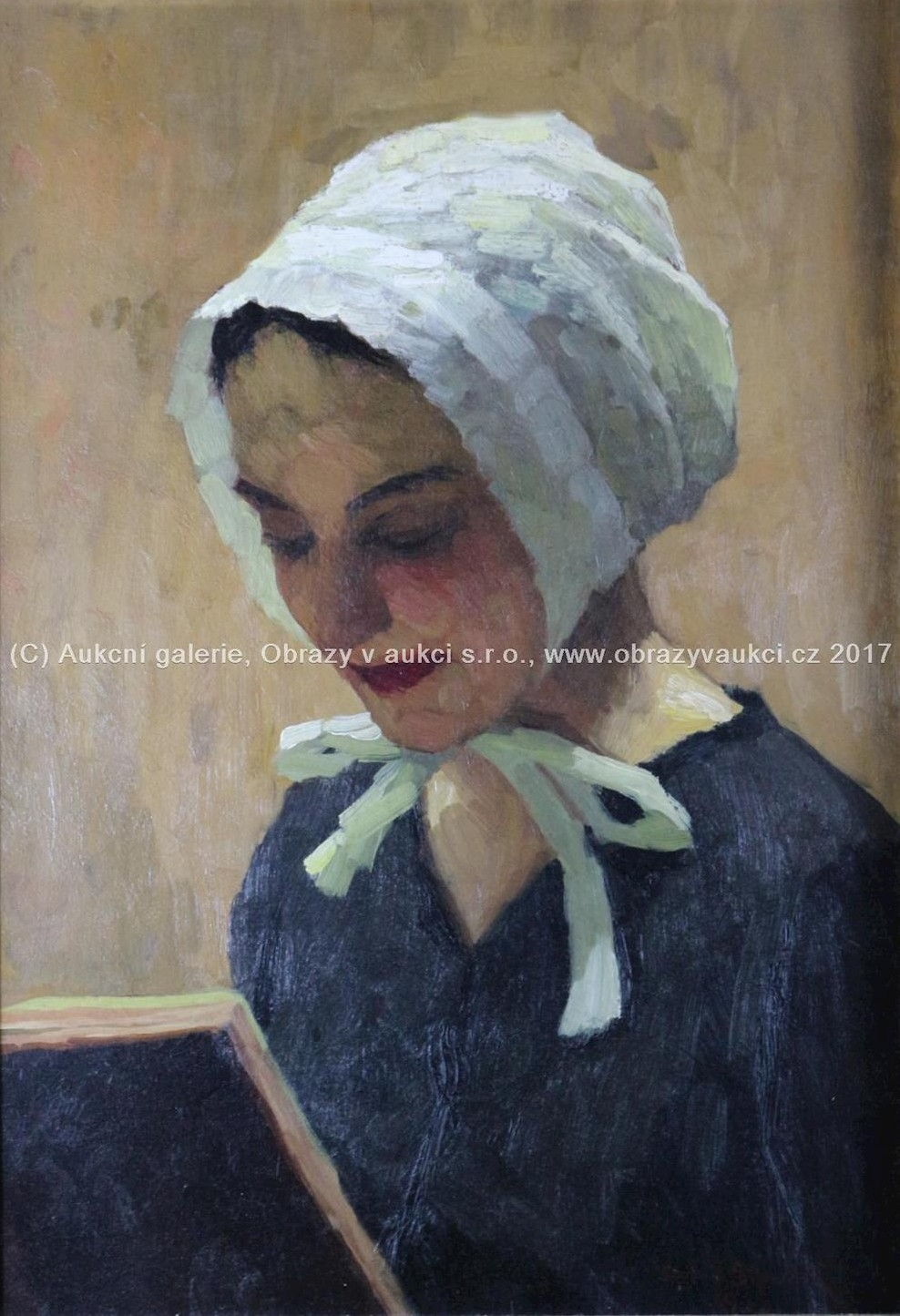
Čtenářka (1933)
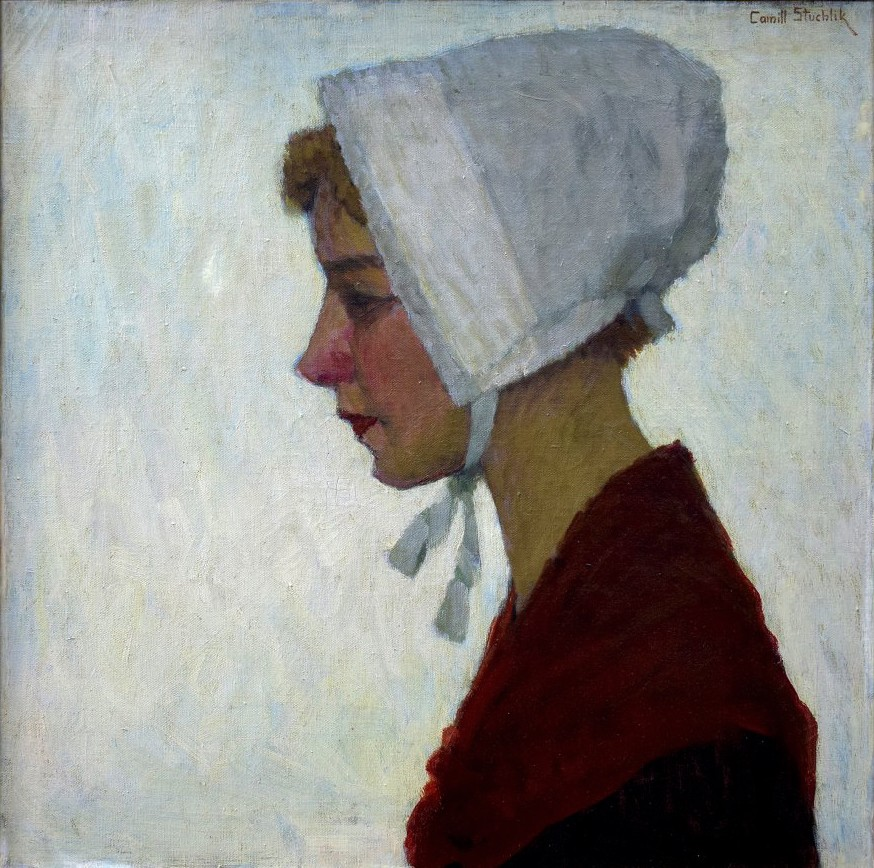
Dívka s bílým čepcem
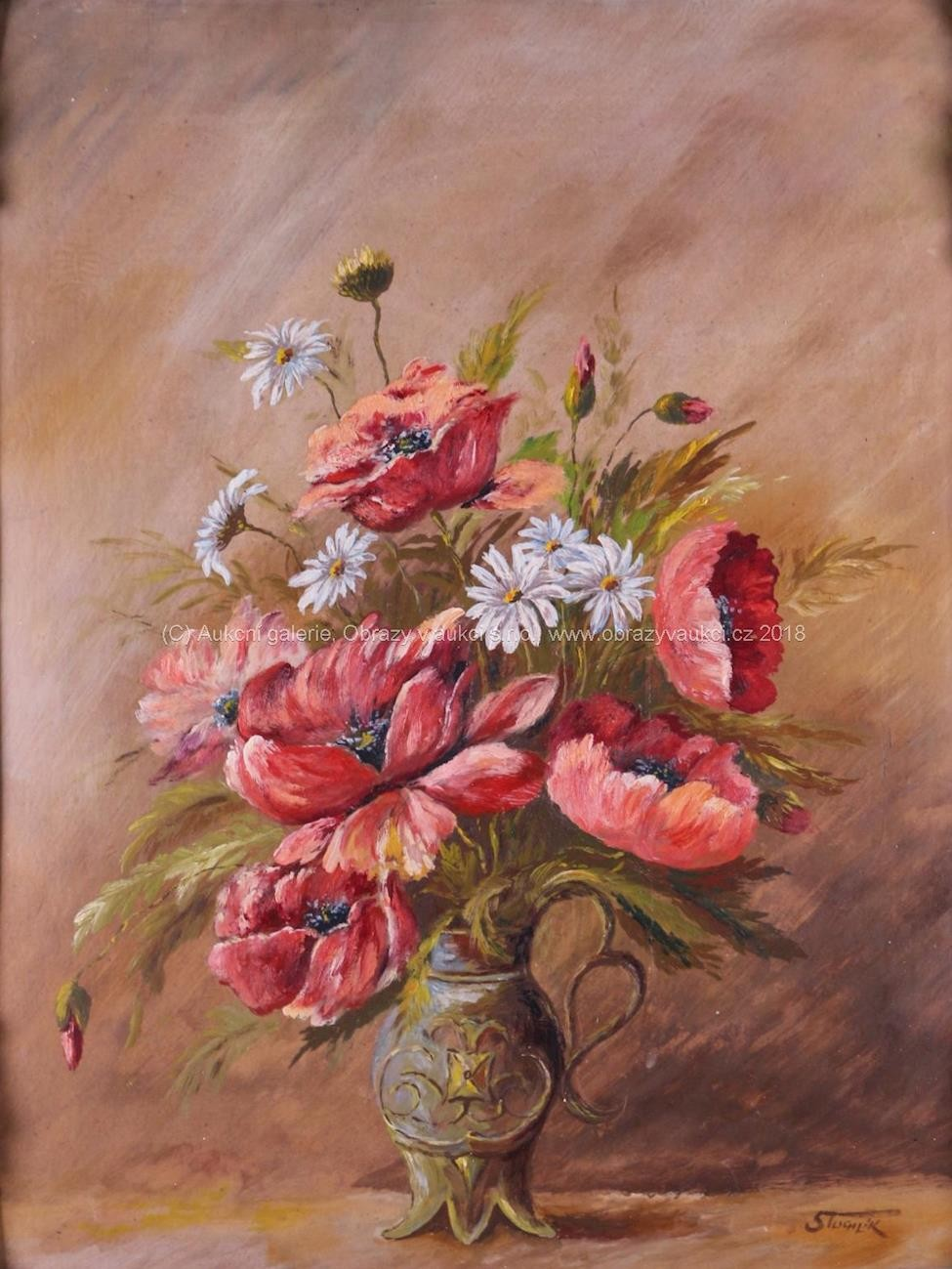
Kytice ve váze
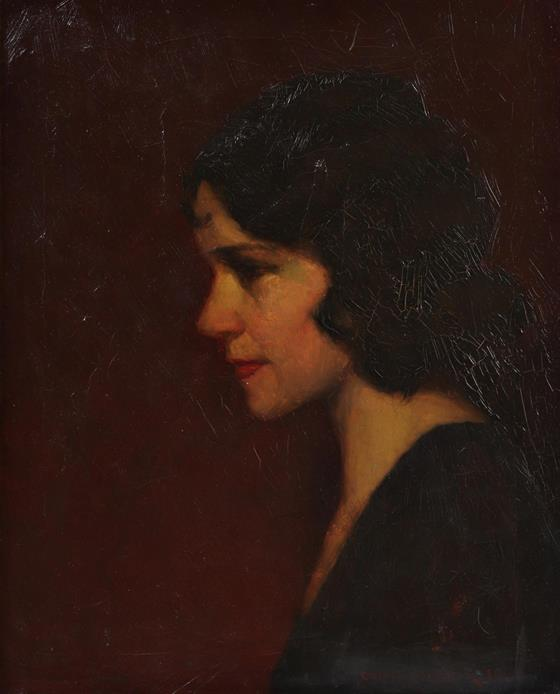
Portrét dámy z profilu (1931)
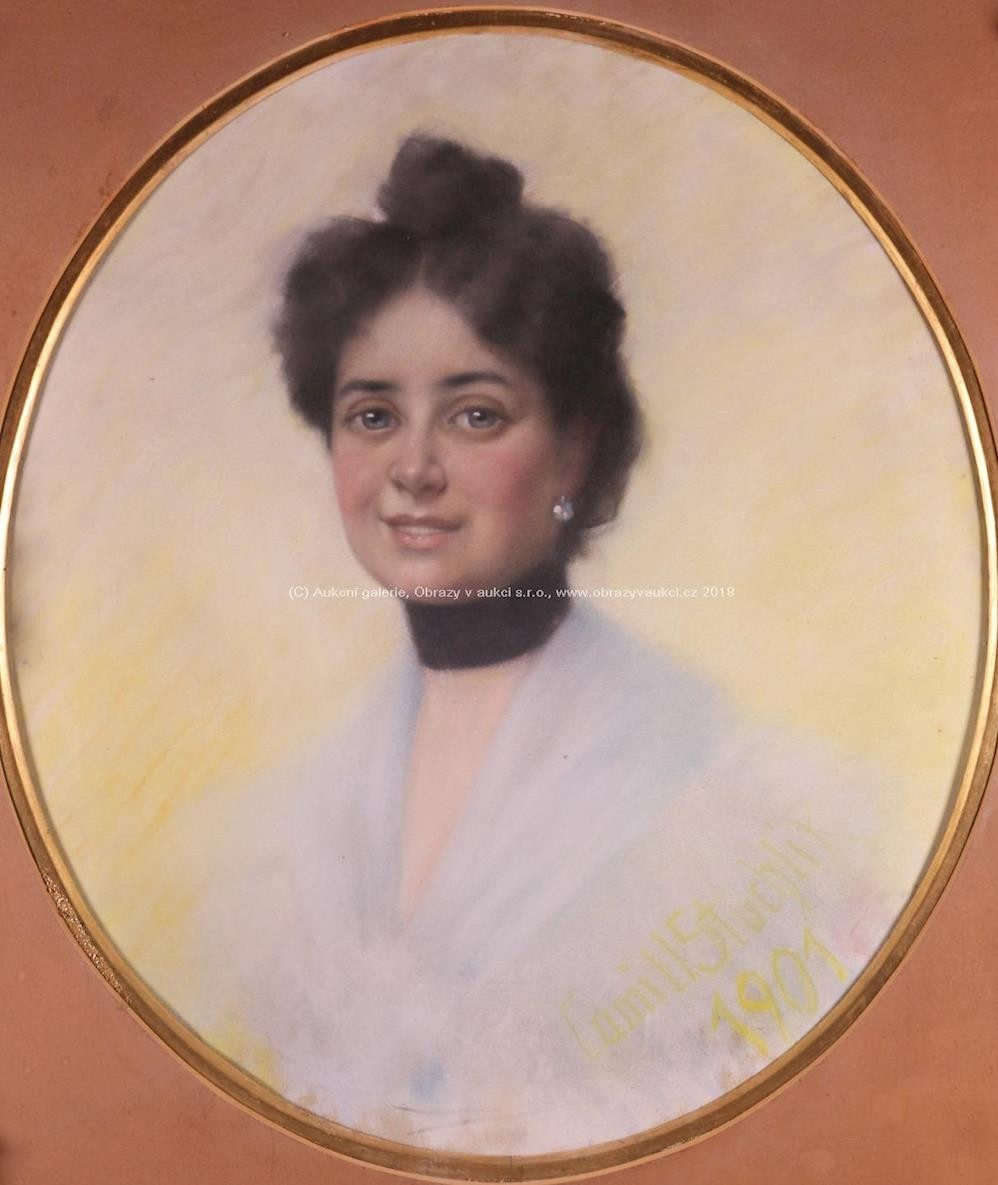
Portrét černovlasé dívky (1901)
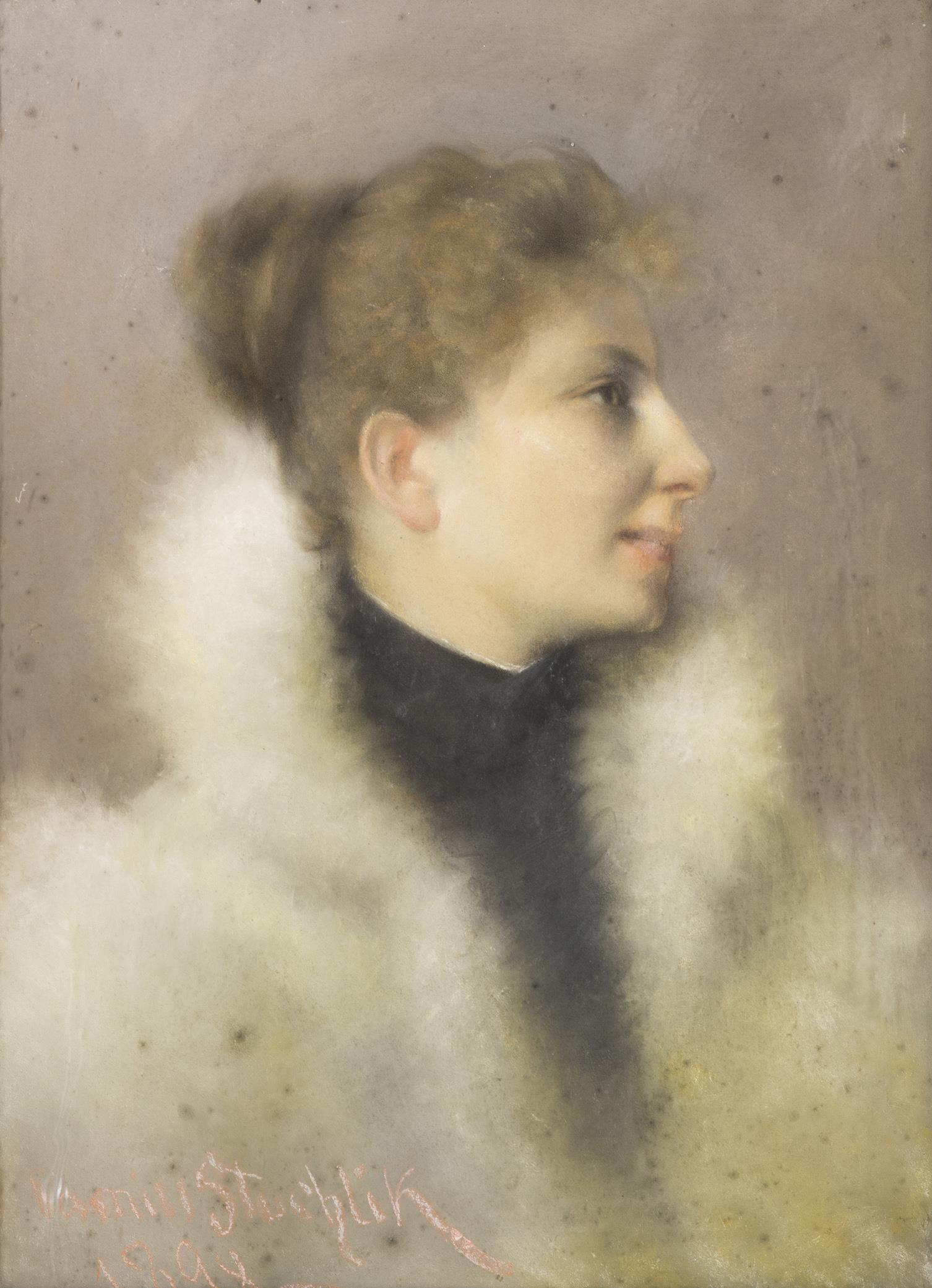
Portrét dámy (1898)
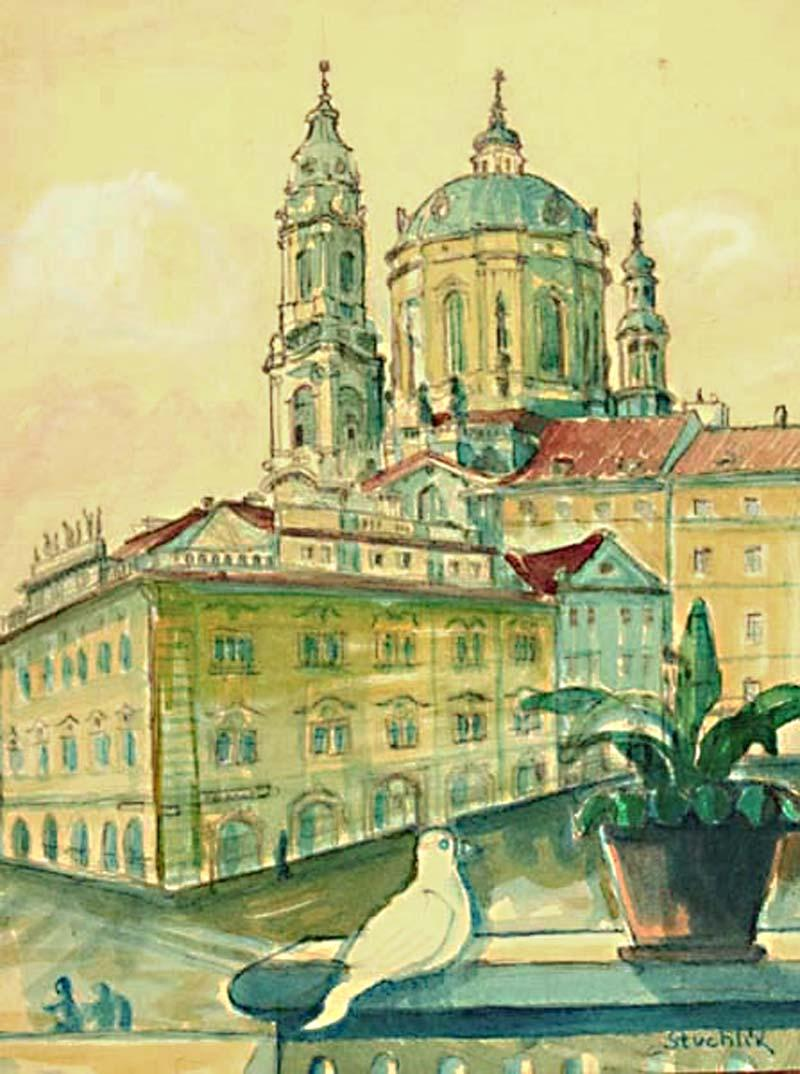
Chrám sv. Mikuláše, akvarel na malířské čtvrtce
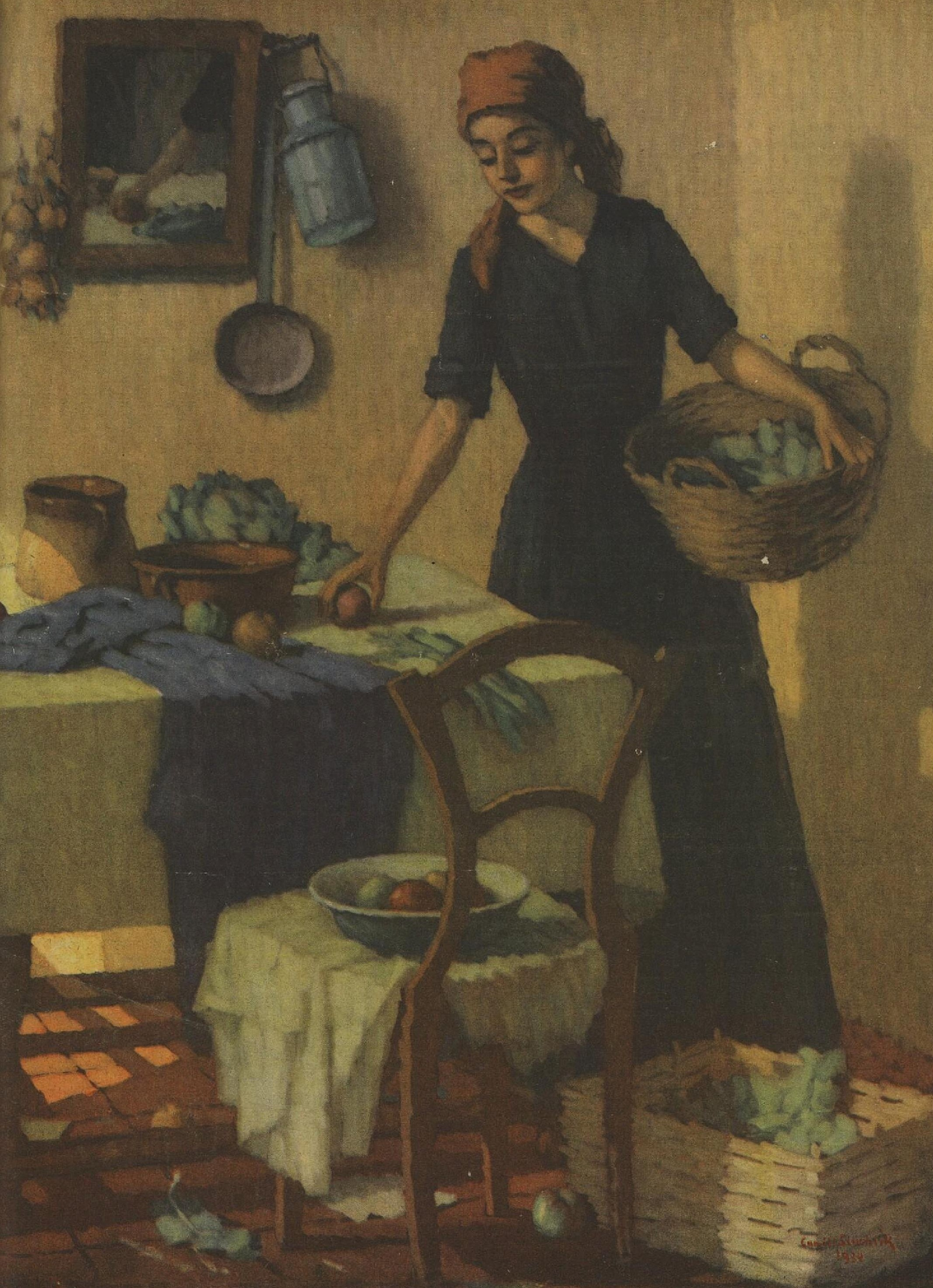
Poslední dary podzimu - ovoce, zelenina a úsměv slunce (1934)
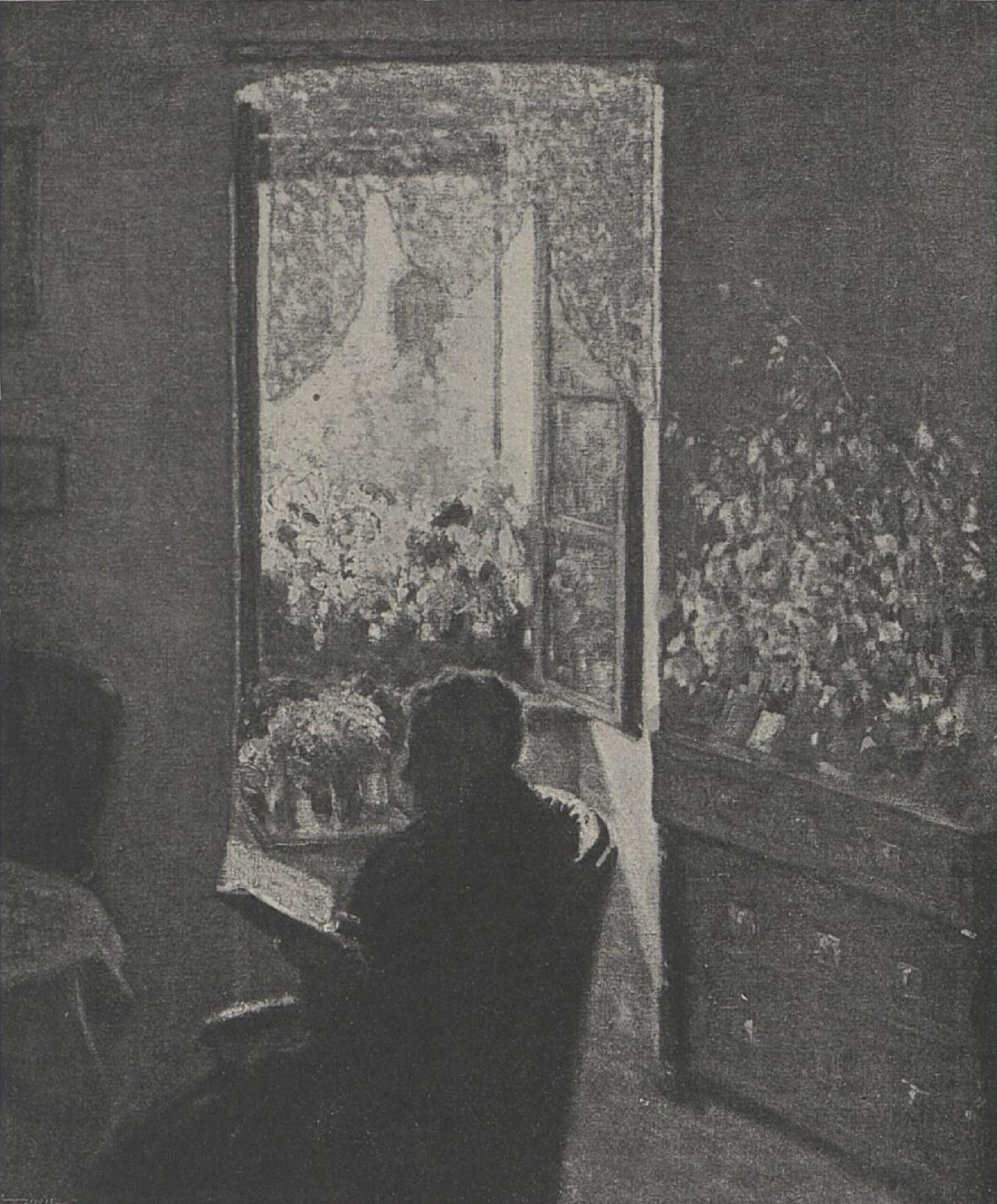
U okna (1917)
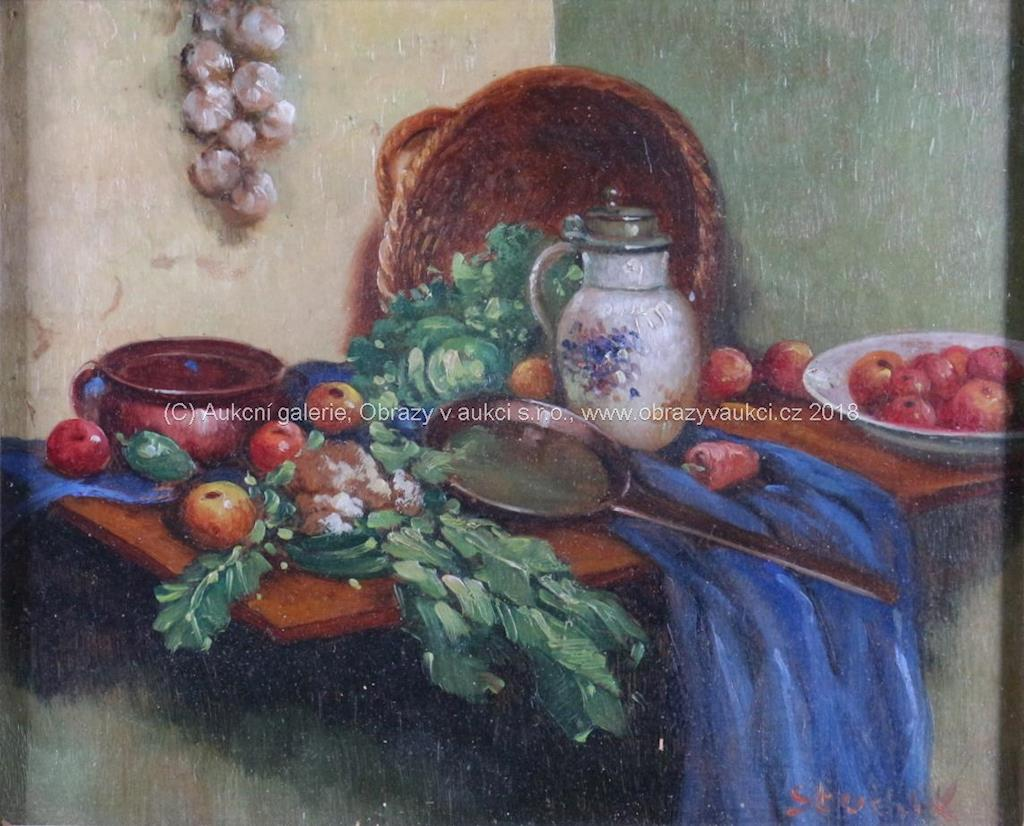
Kuchyňské zátiší